# Fernand Tala-Ngai
Fernand Tala-Ngai, né le 26 décembre 1938 et mort le 13 février 2006, est un architecte congolais (RDC), formé à la Cambre (Belgique), homme politique et professeur à l’Institut des bâtiments et travaux publics.
Il est auteur du livre R.D.C. de l'an 2001: déclin ou déclic?

## Biographie
Fernand Tala-Ngai est surtout connu pour ses grandes constructions durant les années 1970 et 1980 à Kinshasa, dont notamment le palais de Marbre, les espaces résidentiels de la cité Verte et ceux de la cité Mama Mobutu, à l'ouest de la ville.
En tant qu’architecte, il a aussi plusieurs réalisations à l’étranger, notamment au Togo, en République du Congo, en Côte d’Ivoire et en Belgique. Il a aussi participé à la construction de la Foire internationale de Kinshasa (FIKIN), le bâtiment du ministère des Affaires étrangères, la Cour suprême de justice, l’immeuble dit de la Rigueur et celui en face du siège central de la Regideso sur le boulevard du 30 juin.
Il a été ministre des Finances dans le gouvernement Étienne Tshisekedi et plus tard de Laurent-Désiré Kabila et aussi un membre de l’opposition politique au régime Mobutu. En 1998, il est emprisonné. Il est ensuite condamné à mort, sentence qui n'a pas été exécutée grâce à l'intervention d'Amnesty International[réf. souhaitée].